# Tomteboda postterminal

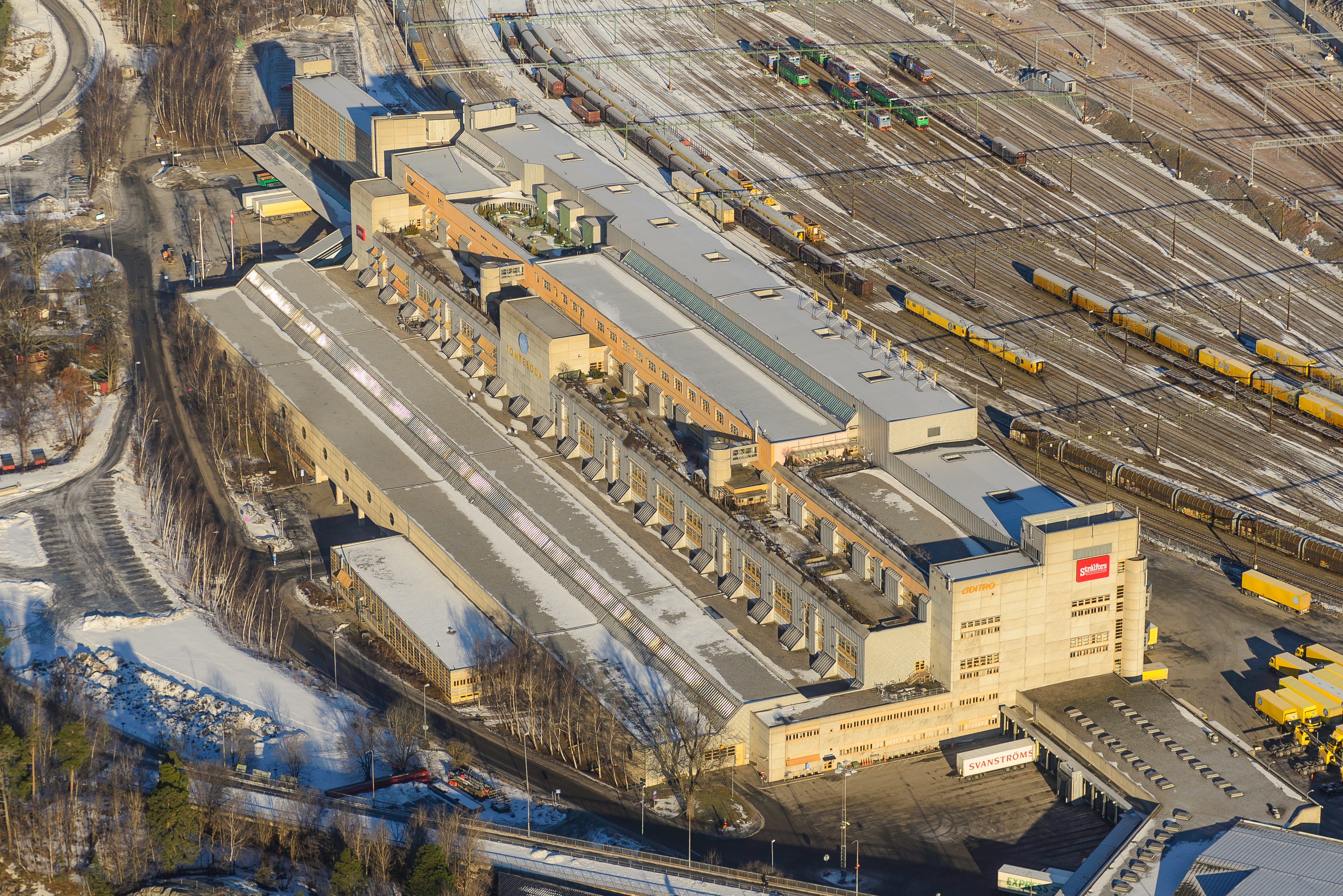
Tomteboda postterminal i februari 2013.

Tomteboda postterminal är tidigare terminal för sortering av post i Solna. Byggnaden uppfördes åren 1980 till 1983 för Byggnadsstyrelsen och ritades av arkitektföretaget Rosenbergs Arkitekter och har räknats som en av Sveriges enskilt största byggnader. Sedan upphörandet av postterminalens verksamhet under år 2015 har lokalerna börjat hyras ut till andra verksamheter.

## Byggnaden
Den enorma anläggningen med en sammanlagd golvyta av cirka 104 000 m² och en volym av cirka 630 000 m³ sträcker sig längs bangården öster om Pampaslänken, norr om Essingeleden. Placeringen intill bangården var viktig för att kunna erhålla en direkt spåranslutning och närheten till Essingeleden och Norra länken var en fördel för anläggningens logistik. För utformningen blev tomtens långsmala, krökta form styrande. I direktiven från byggnadsstyrelsen för projekteringen stod skrivet att målet skulle vara: ”En produkt som dels är funktionell och dels har estetiska kvaliteter ifråga om såväl yttre som inre miljö. Problemet med att i miljögestaltning hantera den stora skalan måste beaktas.”
Byggnadskomplexet är uppdelat i fem enheter med olika funktioner. Huvudbyggnaden innehåller kontor och sortering, mot norr ansluter lägre byggnader innehållande kontor och parkering och mot syd finns fjärrkaj och en spårhall med spåranslutning till Tomtebodas bangård. Byggnaderna (utom spårhallen) är prefabricerade betongkonstruktioner med fasadelement av slät och mönstrad betong med inslag av aluminiumfärgad bandplåt och gulfärgad träpanel. Även fönsterkarmar och markiser är gulfärgade. Spårhallen har en takkonstruktion av limträbågar, hallens långsidor består av betongelement och gavelsidorna är klädda med gul träpanel. Hallen erhåller dagsljus genom åtta taklanterniner. Spårhallen förfogar över fyra järnvägsspår.
Byggkostnaden uppgick till 650 miljoner kronor, inklusive inredning och utrustning runt 900 miljoner kronor motsvarande drygt 2,3 miljarder kronor i 2021 års penningvärde.
Arkitekt var Gustaf Rosenberg i nära samarbete med inredningsarkitekten Juliette Ciliberto och konstnären Åke Pallarp.
År 1984 utdelades Tengbompriset till Gustaf Rosenberg för utformningen av Tomteboda Postterminal.

## Avveckling av postterminalen (2000–2015)
I samband med Postens strukturomvandling år 2000 lades stora delar av hanteringen ned. Eftersom alla försändelser inte kunde styras om fick anläggningen leva vidare, men med kraftigt minskad personalstyrka. Under 2009 arbetade drygt 300 personer vid anläggningarna med sortering av 15 000–20 000 blandade försändelser, paket och brev. Delar av anläggningen användes samtidigt som kontorslokaler och distributionscentral av andra företag, bland annat det Posten-ägda företaget Strålfors.
Under 2010 aviserades det att Tomteboda postterminal på sikt skulle läggas ned parallellt med den dåvarande postterminalen i Uppsala. Dessa verksamheter skulle flyttas till nyare lokaler i postterminalen i Rosersberg i Sigtuna kommun, nära Arlanda flygplats.
I april 2015 rullande de sista tågtransporterna för post från Tomtebodas postterminal.
Efter att Tomtebodas postterminal lades ned har Storstockholms Lokaltrafik tagit över som hyresgäst för 30 000 av de runt 100 000 kvadratmeter stora lokalerna, bland annat med planer för en depå för Storstockholms Lokaltrafiks innerstadsbussar. Den depån ersätter Hornsbergsdepån som rivs för bostadsbebyggelse.

## Bildgalleri (2010)

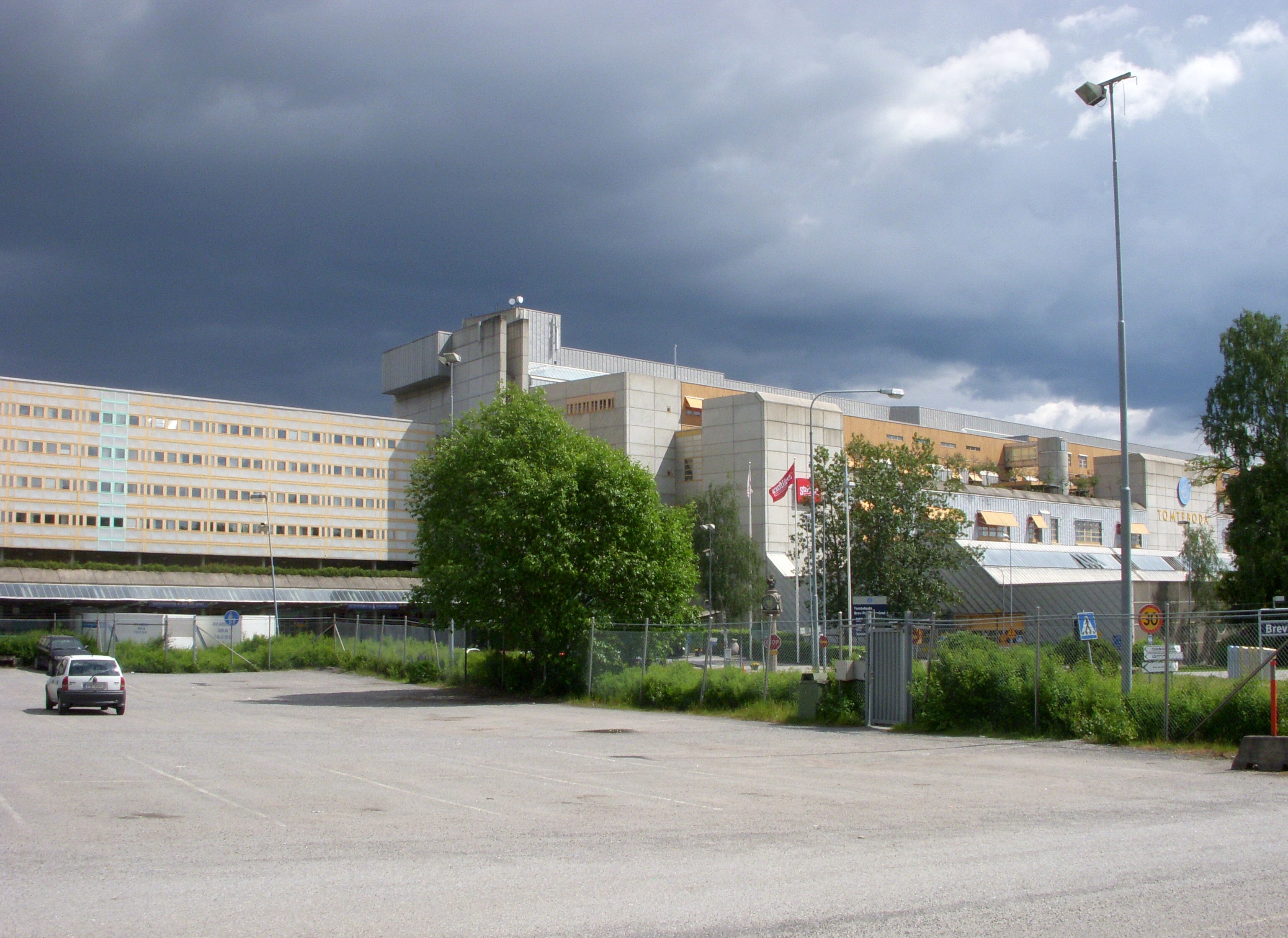
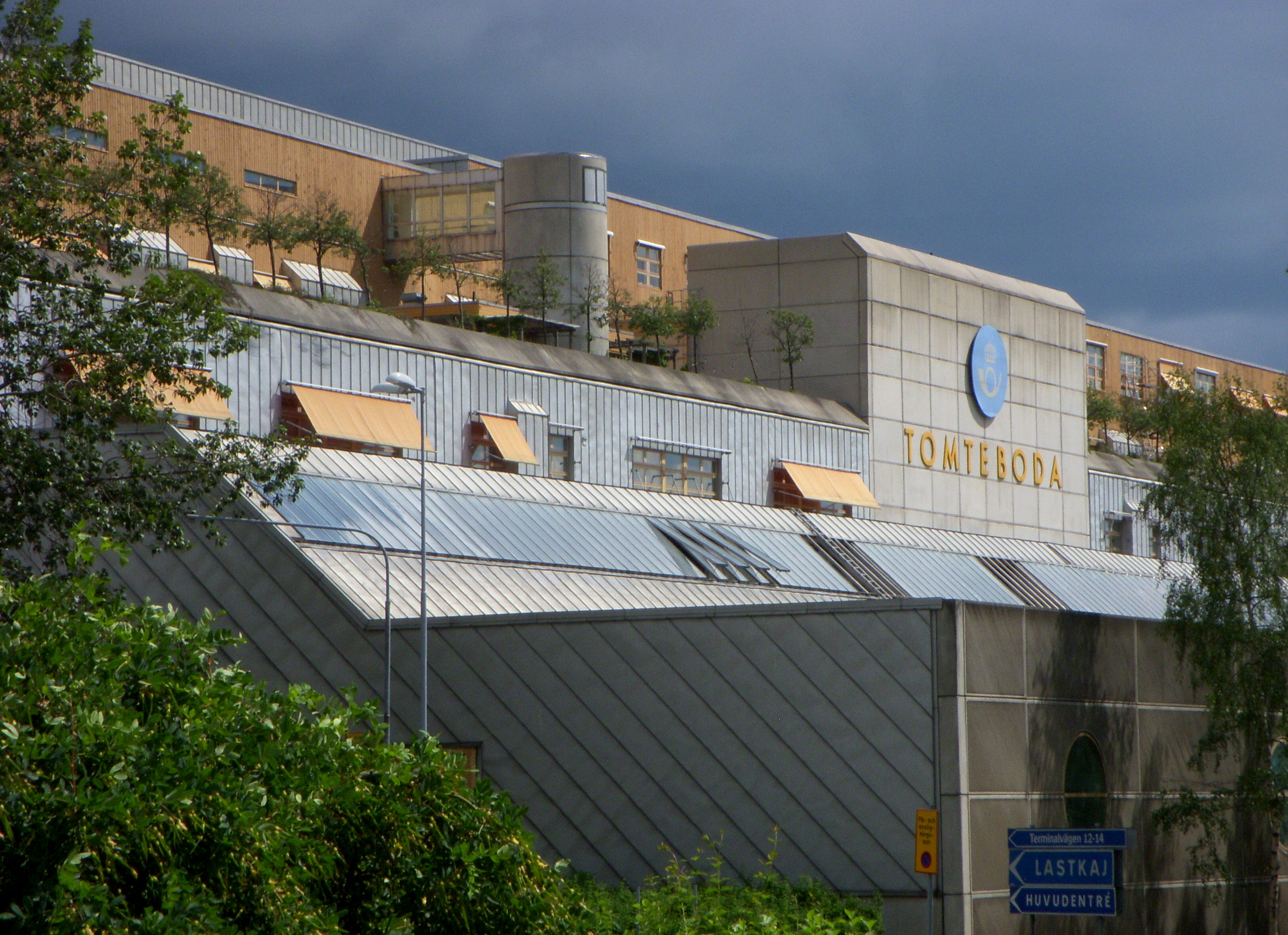
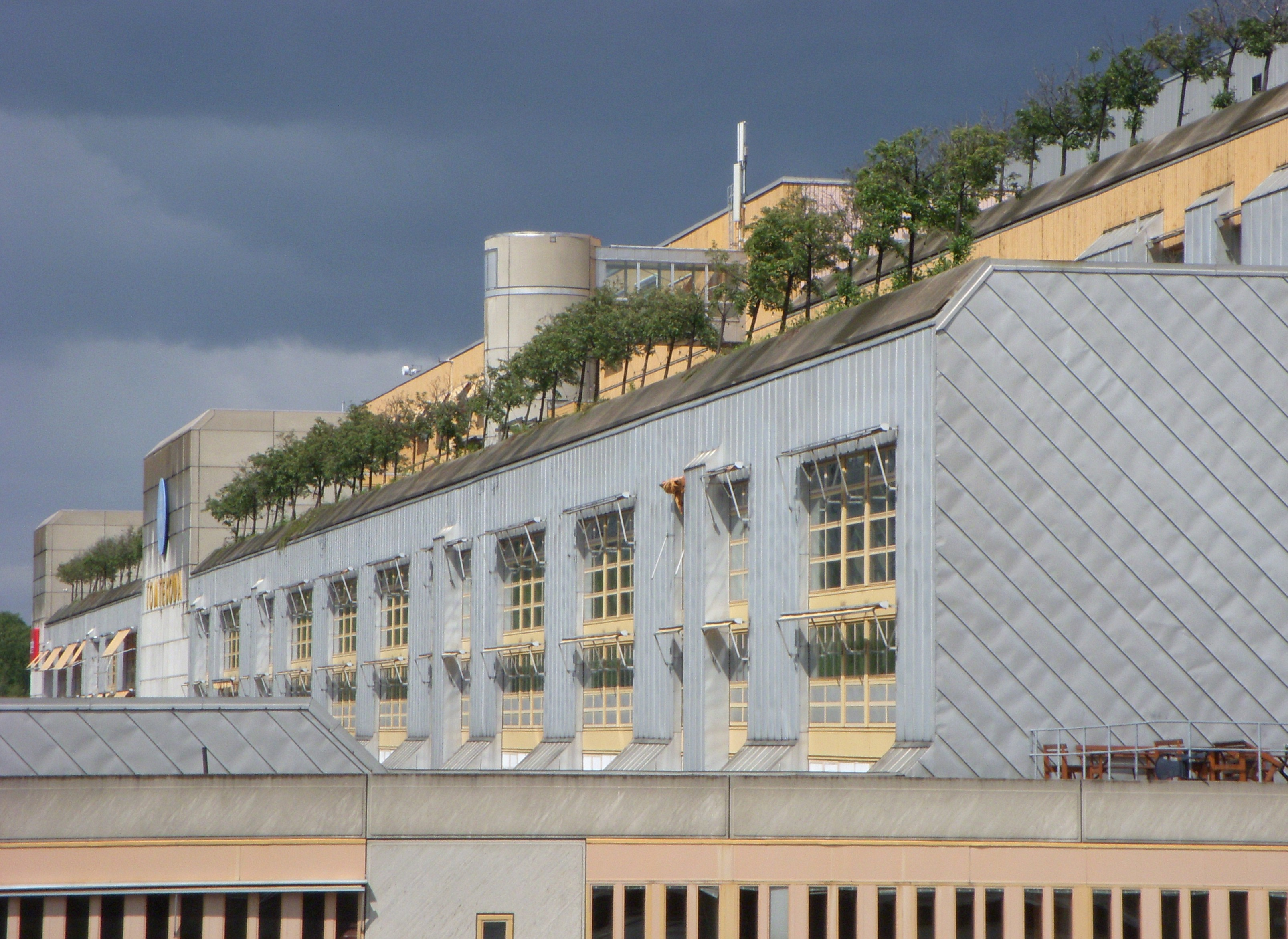
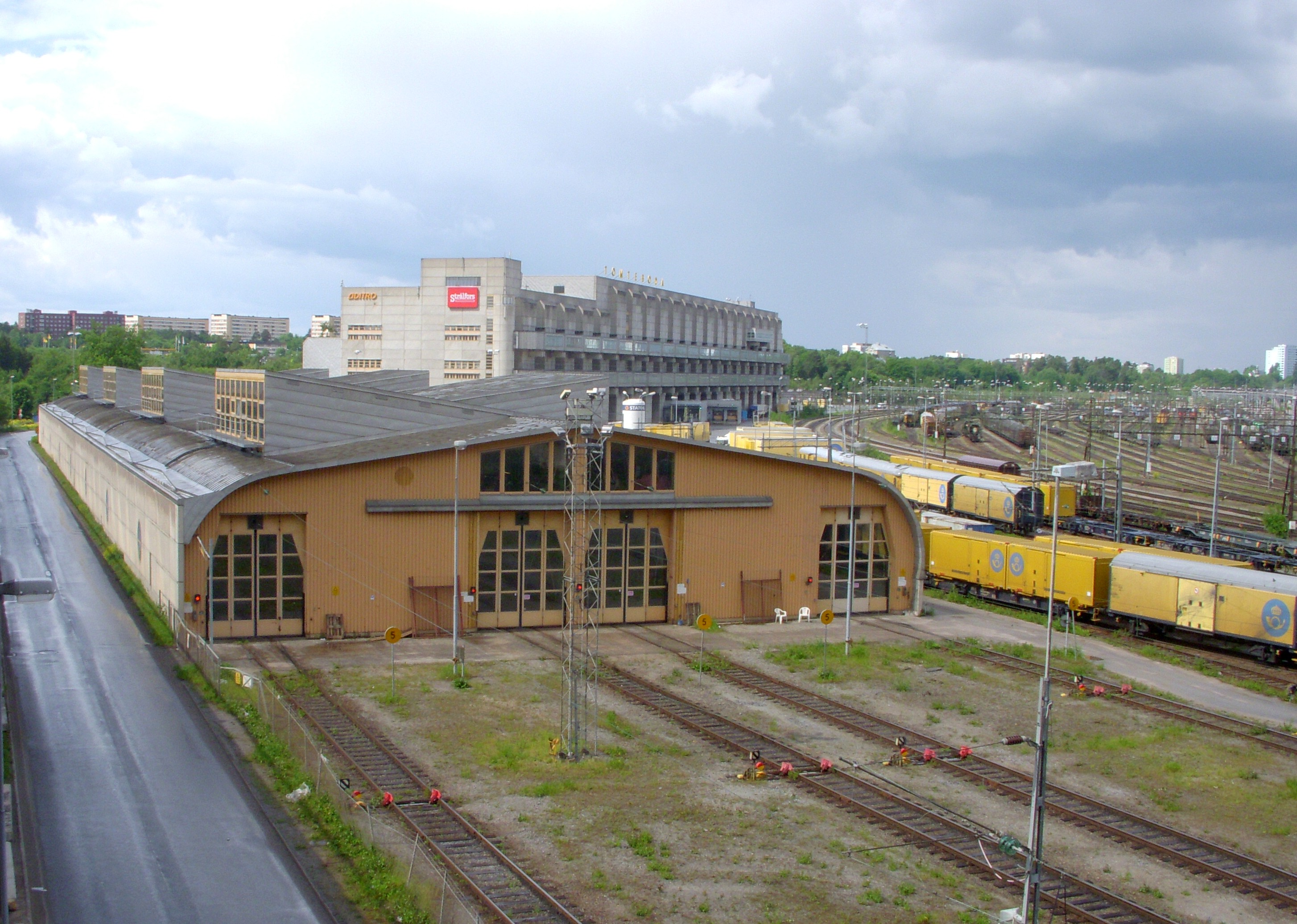

## Ytuppgifter
- Huvudbyggnad: 83 090 m² [2]
- Kontorsbyggnad: 10 170 m² [2]
- Spårhall: 7 020 m² [2]
- Fjärrkaj: 3 270 m² [2]